# Legge fondamentale della Repubblica Federale di Germania

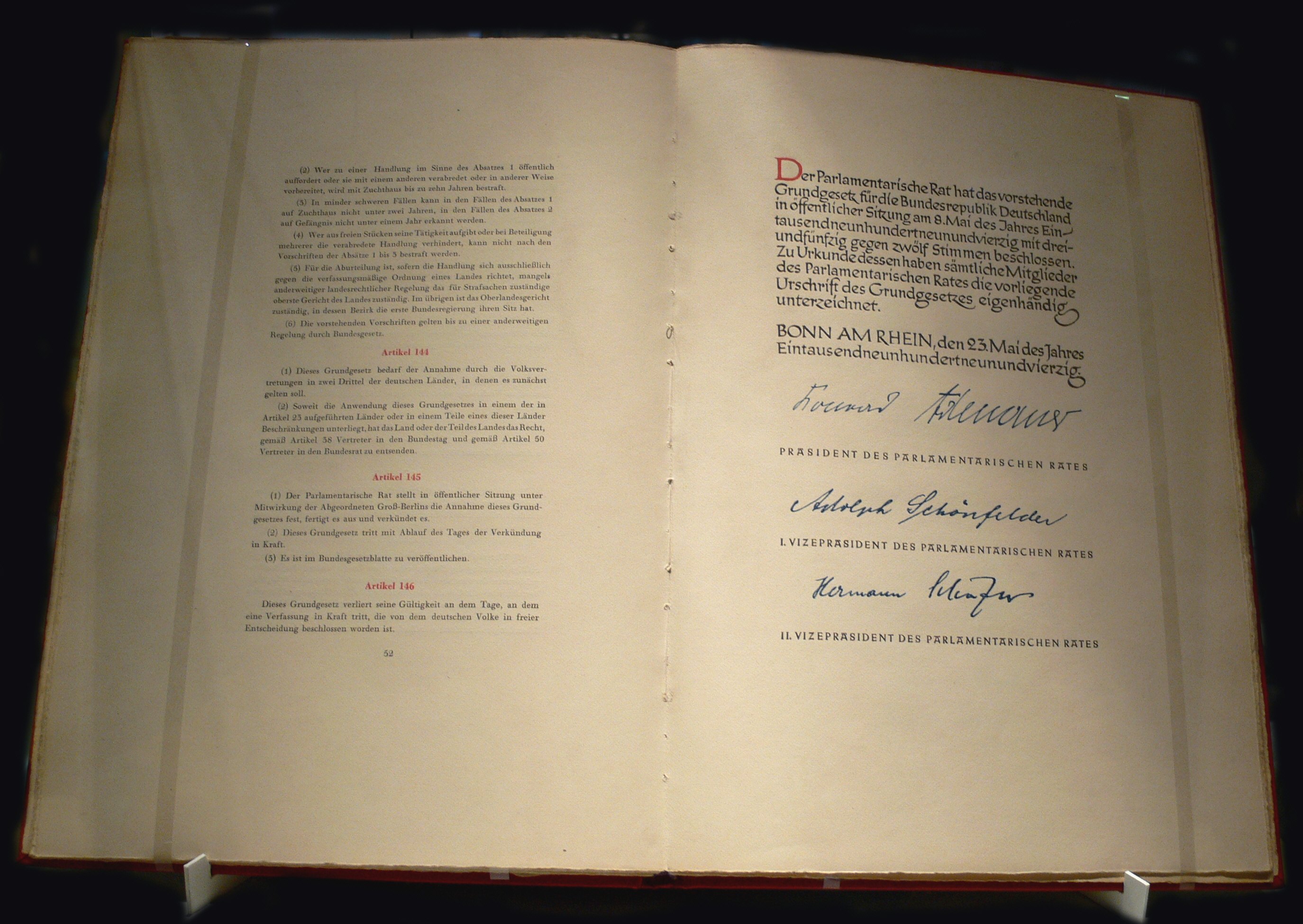
Facsimile della
Legge fondamentale del 1949 così come ricevuta da ogni membro del Consiglio parlamentare

Legge fondamentale della Repubblica Federale di Germania (in tedesco: Grundgesetz für die Bundesrepublik Deutschland, o Deutsches Grundgesetz o GG) è la denominazione ufficiale della costituzione della Repubblica Federale di Germania.
Redatta dal Parlamentarischer Rat, pone le basi per uno Stato basato sulla democrazia e sul federalismo, impresa tentata ai tempi della Repubblica di Weimar, ma poi interrotta dai dodici anni di nazismo.

## Storia
Questa costituzione trae la sua origine dalla sconfitta tedesca nella seconda guerra mondiale con la conseguente caduta del nazionalsocialismo. Nel 1945 la conferenza di Jalta aveva infatti posto le basi materiali per la divisione della Germania in due Stati. Nel momento in cui fu promulgata, 23 maggio 1949, la costituzione entrò in vigore solo nella Germania Ovest; venne considerata provvisoria in attesa della riunificazione tedesca. È questa la ragione per cui non venne chiamata "Costituzione" (Verfassung), ma venne scelto il nome attuale. La capitale provvisoria della Germania Ovest, ora Repubblica Federale di Germania, era Bonn.
Al momento della riunificazione della Germania, si decise di mantenere la costituzione occidentale: infatti, la Germania Ovest si proponeva come unico erede del Reich tedesco, mentre i risultati delle elezioni della DDR, oramai al collasso, furono interpretati come espressione del desiderio di ricongiungersi al più presto con la Repubblica Federale Tedesca, quindi con la Germania Ovest.  L'unificazione venne raggiunta estendendo la lista dei Länder previsti nel testo costituzionale, dunque aggiungendovi semplicemente i cinque della Germania Orientale e abolendo l'articolo 23, il quale lasciava in sospeso la validità della Legge Fondamentale per un futuro in cui le due Germanie si sarebbero unite; ciò equivalse a operare la riunificazione tedesca sotto forma di entrata o adesione della Germania dell'Est nella Repubblica Federale Tedesca.

## Struttura
- Preambolo
- I diritti fondamentali
- La Repubblica federale e gli stati federati (Länder)
- Il Bundestag
- Il Bundesrat
- La commissione bicamerale del Bundestag e del Bundesrat
- Il presidente federale
- Il governo federale
- La legislazione federale
- L'esecuzione della legge e l'amministrazione
- Il potere giudiziario
- Le finanze
- Disposizioni transitorie e finali

## Differenze con la Costituzione di Weimar
Si distingue per molti versi dalla Costituzione di Weimar, che aveva guidato la Germania tra la prima guerra mondiale e l'avvento della dittatura nel 1933. Tra le differenze, si ricordano le seguenti:
- I diritti umani non sono considerati un semplice obiettivo da raggiungere da parte della legislazione, ma sono garantiti dalla Costituzione.[3] Significativo è il primo riconosciuto in ordine, ovvero l'intangibilità della dignità personale.[4][5] Tra l'altro, una caratteristica significativa di questa carta è che prevede da parte del popolo un diritto di resistenza, il cui bisogno era stato dettato dall'esperienza dell'ascesa della dittatura nazionalsocialista.[6]
- Non vi è più uno Stato federato dominante che pesi sull'attività politica degli altri; vengono infatti in buona parte ristabiliti gli Stati esistenti prima del nazismo, ma non l'enorme land della Prussia che aveva di fatto detenuto un peso sproporzionato e che viene perciò frammentato.[7]
- A differenza di quanto accadeva nella Repubblica di Weimar, decisioni popolari prese alle urne non sono più previste, non almeno a livello federale; infatti, i risultati raggiunti con l'introduzione parziale della democrazia diretta nella vecchia repubblica vengono considerati insoddisfacenti.
- Durante il periodo di Weimar, i poteri conferiti al Presidente avevano provocato indirettamente la prassi di governare con l'aiuto di decreti di emergenza nei casi in cui non si riuscisse a trovare una maggioranza. Nella nuova carta, questa possibilità non è prevista neanche indirettamente. Proprio per questo si tenta di ridurre al minimo il rischio di maggioranze impossibili, problema tipico della repubblica di Weimar in cui spesso gli affari politici diventavano ingestibili a causa delle dozzine e dozzine di partiti rappresentati in Parlamento.[8] La soluzione, sancita a livello di legge elettorale, fu una soglia di sbarramento del cinque per cento che limitò sensibilmente il numero di partiti rappresentati, tra l'altro tagliando fuori dall'arco parlamentare sia l'estrema sinistra sia l'estrema destra.
- Lo strumento della mozione di sfiducia continua a esistere, ma è subordinato alla condizione di trovare un nuovo esecutivo prima che il precedente venga rimosso dai suoi uffici (principio di sfiducia costruttiva). Da questo punto di vista, la carta fondamentale tedesca avrà un ruolo di modello per le Costituzioni di altri Stati.
- Prevede l'istituzione di una Corte costituzionale federale che operi per attuare il controllo di legittimità costituzionale: è quindi l'organo competente per stabilire se una decisione di qualsiasi natura sia o meno conforme alla Carta fondamentale.